# Genderová identita
Genderová identita označuje vlastní identifikaci člověka k maskulinitě, feminitě, různé kombinaci obou nebo k žádnému z uvedených genderů. Standardně v západních společnostech udává, do jaké míry se jedinec cítí být mužem, ženou či nebinární.
Tento termín je určen pro rozlišení této psychologické asociace od fyziologických a sociologických aspektů pohlaví. Člověk se může v závislosti na situaci chovat v rámci modelů všech genderů. V češtině sotva nalezneme nějaký vhodný ekvivalent. Nejbližší pojem je „rod,“ který se však neujal, protože bývá antropology a jinými odborníky užíván v odlišných významech. Standardně se tak pojem „gender“ nepřekládá.
Sociologický přístup vychází z práce Margaret Meadové Sex and Temperament in Three Primitive Societies (1935), která staví na tom, že pohlaví je biologickou charakteristikou, kdežto gender je společenskou konstrukcí. Sociální konstruktivismus tvrdí, že sociální realita není dána jako fakt, ale je neustále znovu konstruována v procesu sociální interakce a komunikace.
K vytvoření „core gender identity“ pravděpodobně přispívají sociologické i biologické faktory a dochází k němu přibližně do třetího roku života. Děti jsou pak schopné se ustáleně vyjadřovat o svém genderu a vybírat si k němu příslušné aktivity a hračky, přestože ještě zcela nerozumí genderovému dosahu. Očekávání spojená s pohlavní rolí se předávají verbálně i neverbálně: rodiče navlékají děti do odlišného oblečení, chlapci dostávají hračky v podobě aut, letadel, zbraní, dívky jsou vybaveny kuchyňkami a převlékacími panenkami. Od dívek se očekává, že budou méně fyzicky silné, budou více oplývat emocemi a už od útlého mládí budou připravovány na roli hospodyně pečující o domácnost. Muži mají být fyzicky silnější a agresivnější. To se pojí s pojmem genderová socializace, která je založena na učení genderových rolí prostřednictvím sociálních faktorů, jimiž jsou například škola, média či rodina. Gender tedy vyjadřuje myšlenku, že pokud jde o sociální chování, lidé se jako muži a ženy nerodí, ale musí se – přinejmenším do značné míry – naučit jako muži a ženy jednat.
Na rozdíl od pohlaví, které je univerzální kategorií a nemění se podle času či místa působení, gender vyjadřuje, že velmi rozdílné názory na přiměřené chování žen a mužů mohou mít jak různé společnosti, tak tytéž společnosti v různých obdobích historie, nebo odlišné skupiny v rámci téže společnosti. Podstatu pojetí genderu jako polarity na spektru či vyjádření opaku druhého uvedla Simone de Beauvoirová, která ve Druhém pohlaví (1949) popsala ženu jako „to druhé“, což doplnila tvrzením, že “ženou se člověk nerodí, ale stává.”

## Transgender
Lidé, kteří mají genderovou identitu odlišnou od svého pohlaví, se označují jako transgender. Tito lidé si mohou, ale nemusí nechat upravovat svá těla, aby byla blíže jejich genderové identitě.  Genderová identita trans lidí může být opačná vzhledem k jejich pohlaví (trans muži a ženy), ale někteří trans lidé se také identifikují jako nebinární. Lidé, jejichž genderová identita se shoduje s jejich pohlavím, se označují jako cisgender.
Paul R. McHugh a Dr. Lawrence Meyer ve svém renomovaném článku zdůrazňují:
| „                                                        | Hypotéza, že genderová identita je vrozená, pevná vlastnost osoby, která nezávisí na biologickém pohlaví (že osoba může být „muž uvězněný v ženském těle“ nebo „žena uvězněná v mužském těle“), nemá žádné vědecké důkazy. | “ |
| — Dr. Paul McHugh, MD, Dr. Lawrence Meyer, MB, MS, Ph.D. | |   |

## Historie pojmu
Pojem se poprvé objevil v šedesátých letech 20. století a znamenal osobní pocit ze svého pohlaví.
Již ke konci 19. století se v odborné literatuře objevuje pojem „invert“. To bylo označení pro ty, co odmítli očekávané genderové role. Mužskými „inverty“ byli ti, kteří byli nakloněni k tradičně ženským snahám či oblékání a naopak. Ve svém důrazu na obrácení rolí se teorie sexuální inverze podobá transgender identitě, která v té době ještě neexistovala jako samostatná koncepce. Takovéto chování vyžadovalo podle doktorů nápravu a bylo léčeno.[7] Cílem této terapie bylo posunout děti zpět k jejich „správným“ genderovým rolím, což se prakticky ukázalo jako nemožné.
V roce 1958 byl v Lékařském centru UCLA (Kalifornská univerzita v Los Angeles) založen projekt výzkumu genderové identity pro studium intersex a trans jedinců. Psychoanalytik Robert Stoller uvedl mnohá zjištění z projektu ve své knize Sex and Gender: Rozvoj mužnosti a ženskosti (1968). Právě on se zasloužil o zavedení termínu genderové identity v roce 1963.

## Gender v jiných kulturách
Ve spoustě jiných kultur se od pradávna objevuje i tzv. třetí gender, přesněji gendery nebinární. Jsou to například některé indiánské kmeny v Severní Americe (two-spirit) nebo Indie (hidžra).
Hidžra není považována za ženu ani za muže a je tak nebinární. S vymezením dalších genderů se setkáváme i v jiných kulturách jako například v Ománu (khanith) nebo v Polynésii (Fa'afafine).